# Fi de l'Ossa Major
Fi de l'Ossa Major (φ Ursae Majoris) és un estel a la constel·lació de l'Ossa Major de magnitud aparent +4,56. S'hi troba a 510 anys llum del sistema solar.
Fi Ursae Majoris és un estel binari proper les components del qual són subgegants blanques de tipus espectral A3IV. Adoptant una temperatura efectiva de 9.800 K —conseqüent amb el seu tipus espectral—, hom pot calcular la lluminositat i radi de cada component. Així, l'estel principal és 182 vegades més lluminós que el Sol i té un radi de 4,7 radis solars. L'estel secundari té el 90% de la lluminositat de la seva companya i un radi 4,5 vegades més gran que el del Sol. Els períodes de rotació —calculats a partir de la velocitat de rotació mesurada, 29 km/s— són inferiors a 8 dies. Mostren cert empobriment en metalls —entenent com a tals aquells elements més pesats que l'heli— respecte al Sol, amb una abundància relativa de ferro entorn del 40% del valor solar. El sistema té una edat propera als 220 milions d'anys.
El període orbital d'aquesta binària és de 105,4 anys. La separació mitjana entre ambdós estels és de 54 ua —encara que també s'ha suggerit que pogués ser inferior, d'~ 40 ua—, si bé la notable excentricitat orbital fa que aquesta varie entre 30 i 79 ua. L'últim periastre va tenir lloc en 1987. El pla orbital s'hi troba inclinat 25º respecte al pla del cel.